# Vĩnh Hậu (An Giang)
Vĩnh Hậu is een xã in het district An Phú, een van de districten in de Vietnamese provincie An Giang in de Mekong-delta. Vĩnh Hậu ligt op de oostelijke oever van de Hậu.